# Norman Fucking Rockwell (песня)
«Norman Fucking Rockwell» (с англ. — «Норман, мать его, Роквелл»; стилизовано как Norman fucking Rockwell) — песня американской певицы Ланы Дель Рей из шестого альбома Norman Fucking Rockwell!. Была выпущена 30 августа 2019 года, наряду с остальными треками лонгплея, а 1 ноября — отправлена на Contemporary hit radio Великобритании лейблами Interscope и Polydor как шестой сингл с пластинки. Авторы — сама исполнительница и главный продюсер Norman Fucking Rockwell! Джек Антонофф. Композиция была записана в 2018 году на студиях Conway Recording Studios в Лос-Анджелесе и House of Breaking Glass в Сиэтле.
«Norman Fucking Rockwell» была описана критиками как баллада с кинематографическим звучанием и обильным инструментарием, а также вошла в итоговые списки лучших треков 2019 года нескольких изданий. В январе 2020 года была номинирована на 62-ю премию «Грэмми» в категории «Лучшая песня года». Особого коммерческого успеха композиция не получила, но достигла 12 строчки в американском чарте Billboard Bubbling Under Hot 100 и 62 места в хит-параде Rolling Stone Top 100.

## Предыстория и запись

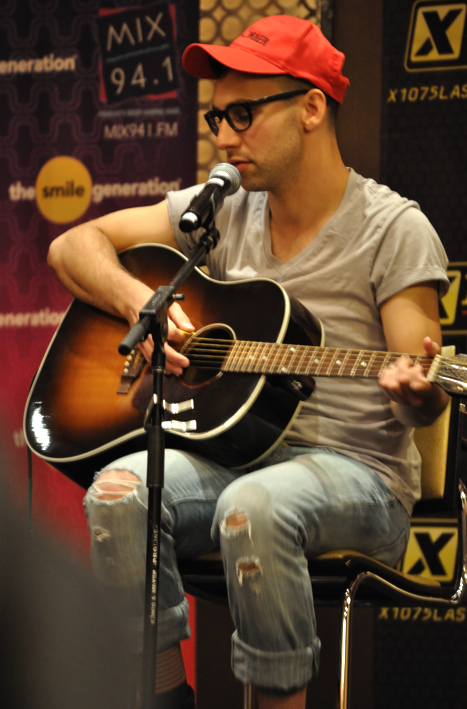
Джек Антонофф, соавтор и продюсер песни

Дель Рей впервые упомянула «Norman Fucking Rockwell» в интервью Зейну Лоу для радиостанции Beats 1, где 18 сентября 2018 года состоялась премьера второго сингла с лонгплея — «Venice Bitch». Соавтором песни выступил продюсер Джек Антонофф, лауреат премии «Грэмми», ранее работавший с Тейлор Свифт, Лорд и St. Vincent. С начала их с Дель Рей сотрудничества песня была записана третьей по счёту, после «Love Song» и «hope is a dangerous thing for a woman like me to have — but i have it» — все три впоследствии попали в альбом Norman Fucking Rockwell!. Кроме того, демо носило иное название, — «Bird World» (с англ. — «Птичий мир»), — а оба куплета, в отличие от припева, существенно отличались от тех, что прозвучали в финальной версии:

| 1-й куплет Hey, I heard you left town Hey, heard you’re back around Hey hey, heard you’re back in the bar again Hangin’ out with your stupid friends Playing with your guitar again But I don’t fucking care | Хей, я слышала, ты вернулся в город Хей, слышала, ты вернулся назад Хей хей, слышала, ты снова в баре Зависаешь со со своими безмозглыми друзьями Вновь играешь на своей гитаре Но мне плевать | 2-й куплет You keep changing all the time You’re changing your goddamn mind You know you like to shine But I don’t have a clue | Ты постоянно меняешься Ты изменяешь свои чёртовы взгляды Да, ты любишь сиять Но я ничего не понимаю |

И Дель Рей, и Антонофф назвали «Norman Fucking Rockwell» своей любимой песней с лонгплея. «Когда мы [с ней] собирались вместе и мечтали о будущем, этот трек звучал как воплощение всего, что было в наших мыслях. В этом вся суть альбома. <…> Я очень люблю припев, потому что работать над ним было сложнее всего, из-за резкой смены темпа после куплета. Флюгельгорн, струнные и вокал Ланы в конце — всё это звучало как раскрытие небес», — вспоминал продюсер. Они старалась избегать использования реверберации и прочих эффектов для сглаживания вокала, внося изменения в текст: «У Ланы, как я это называю, уши летучей мыши [тонкий слух]. Она чётко понимает, каким хочет слышать свой голос». Среди студий, на которых велась работа над треком, числятся Conway Recording Studios в Лос-Анджелесе, Калифорния и House of Breaking Glass в Сиэтле, Вашингтон. 15 июня 2019 года исполнительница опубликовала в Instagram отрывок композиции.

## Музыка, название и текст
Продолжительность «Norman Fucking Rockwell» составляет 4 минуты и 9 секунд. Композиция была написана в запевно-припевной форме, в тональности фа мажор и в музыкальном размере 4/4, с темпом в 76—80 ударов в минуту. Вокал исполнительницы охватывает диапазон от E3 до E5; основная аккордовая последовательность куплета — C-Gm-F, пред-припева — Am-C/G-F, и припева — C-B♭-Am. Песня, открывающая альбом, была описана музыкальной прессой как баллада, с кинематографическим звучанием и обильным инструментарием, включающим фортепиано, арфу, меллотрон, саксофон, баритон, виолончель, скрипку и другие. Журналисты отмечали влияние на стиль композиции творчества Фионы Эппл и Тори Эймос, а также отдельных произведений — альбома Tapestry Кэрол Кинг и песни «Heart Like a Wheel» с одноимённой пластинки Линды Ронстадт. Открывающую трек партию струнных Раиса Брунер из Time сравнила с начальной темой фильма Золотого века Голливуда и увертюрой балета; затем следует фортепианное вступление в стиле Билли Джоэла. Композиция завершается партией флюгельгорна, когда высокие ноты Дель Рей «затухают под психоделическими эффектами».
В одном из интервью 2018 года Дель Рей подчёркивала, что «Norman Fucking Rockwell» повествует о «гениальном творце. Он думает, что он очень крут и уверен в этом, <…> Я часто сталкиваюсь с такими творческими личностями и они без умолку болтают о себе, <…> Но в них есть и свои плюсы: они чертовски хороши». После выхода песни и альбома в целом, между критиками и поклонниками разгорелись споры относительно названия произведений, в частности, чем американский художник и иллюстратор Норман Роквелл (1894—1978) связан с мужчиной, о котором поёт Дель Рей? Интервью певицы для Vanity Fair поспособствовало возникновению ещё большего количества вопросов: «[Назвать песню Norman Fucking Rockwell] было чем-то вроде восклицательного знака: „Вот она — нынешняя американская мечта“. Это то, где мы сейчас находимся — Норман, чтоб его, Роквелл. Мы собираемся покорить Марс и Дональд Трамп — наш президент, всё в порядке». Редакторы Fast Company в своей статье о значении названия предположили, что певица лишь «выразила мнение о ложном обещании лучшей жизни для американцев». Преподаватель искусствововедения Рочестерского университета Джоан Сааб объяснила заглавие тем, что Роквеллу при жизни так и не удалось избавиться от образа «пустого иллюстратора»: все его работы, даже такие известные, как «Свобода от нужды» из серии «Четыре свободы» (1943) и «Человек на Луне» (1967), «скорее вдохновляющие, нежели реалистичные» — они изображают идеализированную версию семьи среднего класса: жители центральной Америки, белые и патриоты. По мнению Сааб, данная концепция сделала альбом «более интересным. <…> [Работы Роквелла] изображали потенциальную Америку, а не то, что было перед людьми на самом деле. Лана назвала песню не „Чарльз, чтоб его, Шульц“. Это Норман Роквелл, потому что он, пожалуй, самый известный представитель своего стиля».
С точки зрения текста, «Norman Fucking Rockwell» — это песня о «надменном тусовщике». Продюсер Джек Антонофф в интервью для The Atlantic отмечал, что в треках пластинки Дель Рей говорит об «устаревших вещах в современной обработке». Композиция открывается строчкой «Чёрт возьми, мальчишка, / Ты трахал меня так хорошо, что я почти сказала, что люблю тебя», вызвавшей восхищение нескольких критиков. Затем певица создаёт более цельный образ человека, о котором она поёт — весёлый и безумный ненавидящий себя поэт, который обвиняет новости в своей «плохой поэзии»; он думает, что он гениальнее, чем есть на самом деле. Дженн Пелли из Pitchfork отметила нарастание напряжения в данном фрагменте композиции. Дель Рей признаёт недостатки парня, но всё же может смириться с ними, и задаёт ему вопрос: «Зачем ждать лучшего, если я могу быть с тобой?», словно «найти кого-то, кто не будет нагонять на неё тоску, невозможно». Джим Бевилья из American Songwriter окрестил строчку «убойным плевком в лицо» парню Дель Рей. Героиня «пожимает плечами»: «Ведь ты просто мужчина, / Это в твоей натуре / Ты хватаешься за голову, / Пока наводишь на меня тоску».

## Отзывы критиков и признание
Песня получила положительные отзывы от музыкальных критиков. Микаэл Вуд, рецензент Los Angeles Times похвалил обе стороны композиции, «как нежную, так и беспощадную», проявляющие себя в описании «мальчишки»: «Ты говоришь со стенами, когда все на вечеринке устают от тебя», и одновременно Дель Рей оправдывается: «Но ты мне не надоедаешь, я просто смотрю сквозь тебя». «Norman Fucking Rockwell», по мнению Ченнинга Фримана из Sputnikmusic, — это «водяная гладь, на которой лежит Лана, и когда в конце её голос переходит в фальцет и слово «тоска» (англ. blue) становится менее внятным, вода погружает её в себя, как во время крещения». Джем Асвад из Variety посчитал, что певица всё ещё «толкает свою измученную и комично резкую натуру роковой женщины в полный беспредел». Критик журнала Paste окрестил основными игроками трека фортепиано и «карамельное» контральто Дель Рей. На сайте Consequence of Sound «Norman Fucking Rockwell» отнесли к обязательным для прослушивания песням с пластинки, наряду с «Mariners Apartment Complex», «The Greatest» и «hope is a dangerous thing for a woman like me to have — but i have it».
Рецензенты нескольких изданий хвалили смелость Дель Рей начать не только трек, но и непосредственно альбом с «захватывающей» строчки «Чёрт возьми, мальчишка, / Ты трахал меня так хорошо, что я почти сказала, что люблю тебя»; в PopMatters писали: «Данной фразой певица даёт слушателям понять, что она не играет по правилам коммерческой попсы», а в musicOMH подчёркивали, что Дель Рей всё ещё на «золотой середине» между гениальностью и самопародией. Обозреватель American Songwriter назвал секретным оружием Дель Рей её способность придумывать такие строчки, которые, если песня «не склеивается», всё равно будут удачными, даже если они «вне контекста трека». В статье Pitchfork «5 выводов, которые мы сделали после прослушивания Norman Fucking Rockwell» автор Сэм Содомски окрестил вступительные строчки трека «незабиваемыми ланаизмами» (англ. Lana-isms). Фраза была включена в списки лучших в альбоме изданиями Consequence of Sound, Vogue и NPR.
«Norman Fucking Rockwell» была включена в рейтинги лучших песен 2019 года таких изданий, как Dazed (3-е место) и The Fader (11-е), а также вошла в списки Vogue и Insider без определённых позиций. На 62-й церемонии «Грэмми» композиция была номинирована в категории «Лучшая песня года», но проиграла «Bad Guy» Билли Айлиш. Перед церемонией вручения наград издания Vanity Fair, Pitchfork, USA Today и Entertainment Weekly подчёркивали, что среди всех номинантов «Norman Fucking Rockwell» — самый достойный кандидат.

## Музыкальное видео
3 сентября 2019 года в Instagram-трансляции Дель Рей сообщила, что видео на песню сняла её сестра Чак Грант. Вскоре стало известно, что «Norman Fucking Rockwell», наравне с «Bartender» и «Happiness Is a Butterfly», станет частью 14-минутного короткометражного фильма Ланы — «Norman Fucking Rockwell», премьера которого изначально планировалась на октябрь, но состоялась 20 декабря 2019 года на YouTube и других стриминговых платформах. Клип начинается с кадров окрестностей Лос-Анджелеса, снятых из машины, включая межштатную автомагистраль I-5, а затем демонстрируется помещение с пианино, на котором аккомпанимирует Дель Рей. Певица выходит на улицу и перед камерой позирует в очках «в стиле Snapchat», в линзах которых отображаются различные изображения, например, парусник, фламинго и целующаяся на пляже пара, а также «сюрреалистические» любительские видео; часть фильма с «Norman Fucking Rockwell» завершается кадрами бассейна с медузами и вытекающими из каналов музыкальными нотами — эти CGI-эффекты были добавлены Дель Рей при монтаже.

## Живое исполнение
«Norman Fucking Rockwell» была включена в сет-лист концертного турне The Norman Fucking Rockwell Tour в поддержку альбома. Дель Рей исполняла песню на всех 20 концертах первой ветки тура, каждый раз открывав ею очередное шоу, начиная с выступления 21 сентября 2019 года в Jones Beach Theater, Уанто, штат Нью-Йорк и заканчивая концертом 30 ноября в Du Arena, Абу-Даби, ОАЭ. 13 октября певица исполнила «Norman Fucking Rockwell» на специальном вечере в Театре Клайва Дэвиса в Музее «Грэмми», Лос-Анджелес, Калифорния.

## Список композиций
| №  | Название                  | Автор(ы)                     | Продюсер(ы)        | Длительность |
| -- | ------------------------- | ---------------------------- | ------------------ | ------------ |
| 1. | «Norman fucking Rockwell» | Лана Дель Рей, Джек Антонофф | Антонофф, Дель Рей | 4:09         |

## Участники записи
Данные взяты с сайта Discogs.
- Лана Дель Рей — автор, вокал, продюсер
- Джек Антонофф — автор, продюсер, звукорежиссёр, сведение, клавишные, пианино
- Лора Сиск — звукорежиссёр, сведение
- Джонатан Шер — ассистент звукорежиссёра
- Эван Смит — саксофон
- Филлип Питерсон — баритон, виолончель, флюгельгорн
- Виктория Паркер — скрипка
- Уилл Куиннелл — мастеринг-ассистент
- Песня записана и сведена на студиях Conway Recording Studios[англ.], Лос-Анджелес, Калифорния и House of Breaking Glass, Сиэтл, Вашингтон
- Мастеринг произведён Крисом Герингером на студии Sterling Sound, Нашвилл, Калифорния

## Чарты
| Чарт (2019)                          | Высшая позиция |
| ------------------------------------ | -------------- |
| Великобритания                       | 44             |
| Ирландия                             | 40             |
| Литва                                | 51             |
| Новая Зеландия (Hot Singles)         | 8              |
| Португалия                           | 62             |
| Словакия                             | 74             |
| США (Bubbling Under Hot 100)         | 12             |
| США (Alternative Digital Song Sales) | 20             |
| США (Rolling Stone Top 100)          | 62             |
| Чехия                                | 73             |
| Швеция                               | 63             |

## История релиза
| Регион         | Дата                                | Формат                 | Лейбл               | И.     |
| -------------- | ----------------------------------- | ---------------------- | ------------------- | ------ |
| Земля          | 30 августа 2019 (вместе с альбомом) | Цифровая дистрибуция   | Interscope, Polydor | [ 53 ] |
| Земля          | 30 августа 2019 (вместе с альбомом) | CD                     | Interscope, Polydor | [ 2 ]  |
| Земля          | 30 августа 2019 (вместе с альбомом) | LP                     | Interscope, Polydor | [ 3 ]  |
| Земля          | 30 августа 2019 (вместе с альбомом) | Кассета                | Interscope, Polydor | [ 54 ] |
| Великобритания | 1 ноября 2019 (сингл)               | Contemporary hit radio | Polydor             | [ 4 ]  |